# Diocèse de Colorado Springs
Le diocèse de Colorado Springs (en latin : Dioecesis Coloratensium Fontium, et en anglais : Roman Catholic Diocese of Colorado Springs) est une circonscription ecclésiastique de l'Église catholique aux États-Unis. Il s'agit d'un diocèse latin, situé à Colorado Springs, et suffragant de l'archidiocèse de Denver.
Depuis le 30 avril 2021, son évêque est James Robert Golka (en). 

## Histoire
Le diocèse a été érigé le 10 novembre 1983 par la bulle Accidit quandoque du pape Jean-Paul II, obtenant son territoire de l'archidiocèse de Denver et du diocèse de Pueblo. 

## Territoire et organisation

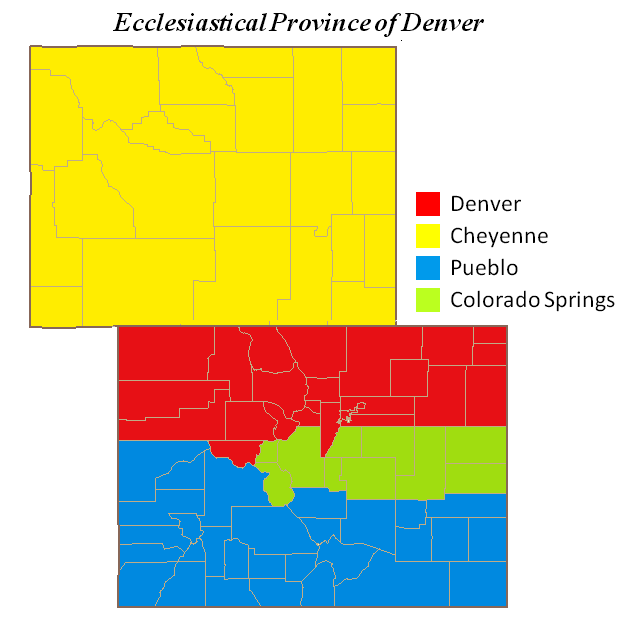
Localisation du diocèse en vert.

Le diocèse couvre 40 285 km², et il étend sa juridiction sur les fidèles catholiques de rite latin résidant dans 10 comtés de l'État du Colorado : Chaffee, Cheyenne, Douglas, Elbert, El Paso, Kit Carson, Lake, Lincoln, Park et Teller.
Le siège du diocèse se trouve dans la ville de Colorado Springs, où se trouve la cathédrale Sainte-Marie (en).
En 2024, le diocèse comporte 39 paroisses.

## Évêques
- 10 novembre 1983-30 janvier 2003 : Richard Hanifen (Richard Charles Patrick Hanifen)
- 30 janvier 2003-30 avril 2021 : Michaël Sheridan (Michaël John Sheridan)
- depuis le 30 avril 2021- : James R. Golka (en) (James Robert Golka)

## Source
- (en) Diocese of Colorado Springs, Catholic-Hierarchy

### Articles liés
- Église catholique aux États-Unis
- Liste des juridictions catholiques aux États-Unis